# 坂本憲一
坂本 憲一（さかもと けんいち、1944年 - ）は、日本の翻訳家。
東京大学仏文科卒。美術書の編集者を経て、英米文学翻訳家。

## 翻訳
- 『シュレーディンガーの猫』下（ジョン・グリビン、山崎和夫共訳、地人書館） 1989.11
- 『熱砂のシャドウゲーム』（ジェフリイ・ジェンキンズ、尾坂力共訳、ハヤカワ文庫） 1990.4
- 『秋のスロー・ダンス 私立探偵ハンク・プリンス』（フィリップ・リー・ウィリアムズ、早川書房） 1990.9
- 『ダウンリヴァー』（ローレン・D・エスルマン、早川書房、ハヤカワ・ミステリ） 1991.6
- 『恐竜の力学』（R・M・アレクサンダー、地人書館） 1992.4
- 『フック』（ギアリー・グラヴェル、ソニー・マガジンズ、ジュニア・ノベル） 1992.2
- 『敵対証言 法廷でマフィアと闘った男』（ジョゼフ・サレルノ,スティーヴン・J・リヴェル、早川書房） 1992.3
- 『絞首台のスカーフ』（ウォルター・ウォーカー、早川書房、ハヤカワ・ミステリ） 1992.7
- 『城 中世の城と、人々の暮らしを再発見』（クリストファー・グラヴェット、同朋舎出版） 1994.11、のち『古城事典』 (あすなろ書房、ビジュアル博物館） 2006
- 『クリスティーズの内幕 華麗なる美術オークションの世界』（ジョン・ハーバード、早川書房） 1995.2
- 『オーストラリア人』（イルザ・シャープ、村上和久共訳、河出書房新社、カルチャーショック） 2000.9
- 『対決!ソーサとマグワイア』（ローラ・ドリスコル、学習研究社、学研のノンフィクション） 2000.2
- 『折れたレール イギリス国鉄民営化の失敗』（クリスチャン・ウルマー、監訳、ウェッジ） 2002.12
- 『2/3の不在』（Man Walks into a Room、ニコール・クラウス（英語版）、アーティストハウスパブリッシャーズ） 2004.9
- 『路上の事件』（ジョー・ゴアズ、扶桑社、扶桑社ミステリー） 2007.7

### バーナード・コーンウェル
- 『ロセンデール家の嵐』（バーナード・コーンウェル、早川書房） 1991.9、のち文庫
- 『黄金の島』（バーナード・コーンウェル、早川書房） 1992.8、のち文庫
- 『嵐の絆』（バーナード・コーンウェル、早川書房） 1993.10、のち文庫
- 『見果てぬ緑の地』（バーナード・コーンウェル、早川書房、Hayakawa novels） 1996.8

### ウォルター・モズリイ
- 『ブルー・ドレスの女』（ウォルター・モズリイ、早川書房、ハヤカワ・ミステリ） 1993.9、のち文庫
- 『赤い罠』（ウォルター・モズリイ、早川書房） 1994.9、のち文庫
- 『ホワイト・バタフライ』（ウォルター・モズリイ、早川書房） 1995.4
- 『ブラック・ベティ』（ウォルター・モズリイ、早川書房） 1996.1
- 『イエロードッグ・ブルース』（ウォルター・モズリイ、早川書房） 1998.9